# Державний кордон Сполучених Штатів Америки

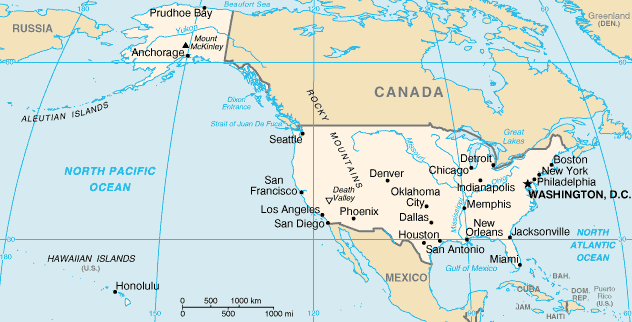
Карта Сполучених Штатів Америки

Державний кордон Сполучених Штатів Америки — державний кордон, лінія на поверхні Землі та вертикальна поверхня, що проходить по цій лінії, що визначають межі державного суверенітету Сполучених Штатів Америки над власними територією, водами, природними ресурсами в них і повітряним простором над ними.

## Сухопутний кордон
Загальна довжина кордону — 12048 км. Сполучені Штати Америки межують з 2 державами. Уся територія країни суцільна, тобто анклавів не існує. США володіють найбільшим у світі ексклавом — штатом Аляска, що межує лише з територією Канади (2477 км). Окрім того на сході острова Куба знаходиться військова база Гуантанамо орендована в уряду Куби на безстроковий період. Кордони бази — 28,5 км. Територіально складається з двох напіванклавів на берегах затоки Гуантанамо.
Ділянки державного кордону
| Держава | Ділянка         | Довжина (км) | Прикордонні штати | Примітки |
| ------- | --------------- | ------------ | --- | -------- |
| Канада  | північ і Аляска | 8893         | Аляска, Вашингтон, Айдахо, Монтана, Північна Дакота, Міннесота, Мічиган, Огайо, Пенсільванія, Нью-Йорк, Вермонт, Мен |          |
| Мексика | південь         | 3155         | Каліфорнія, Аризона, Нью-Мексико, Техас                                                                              |          |

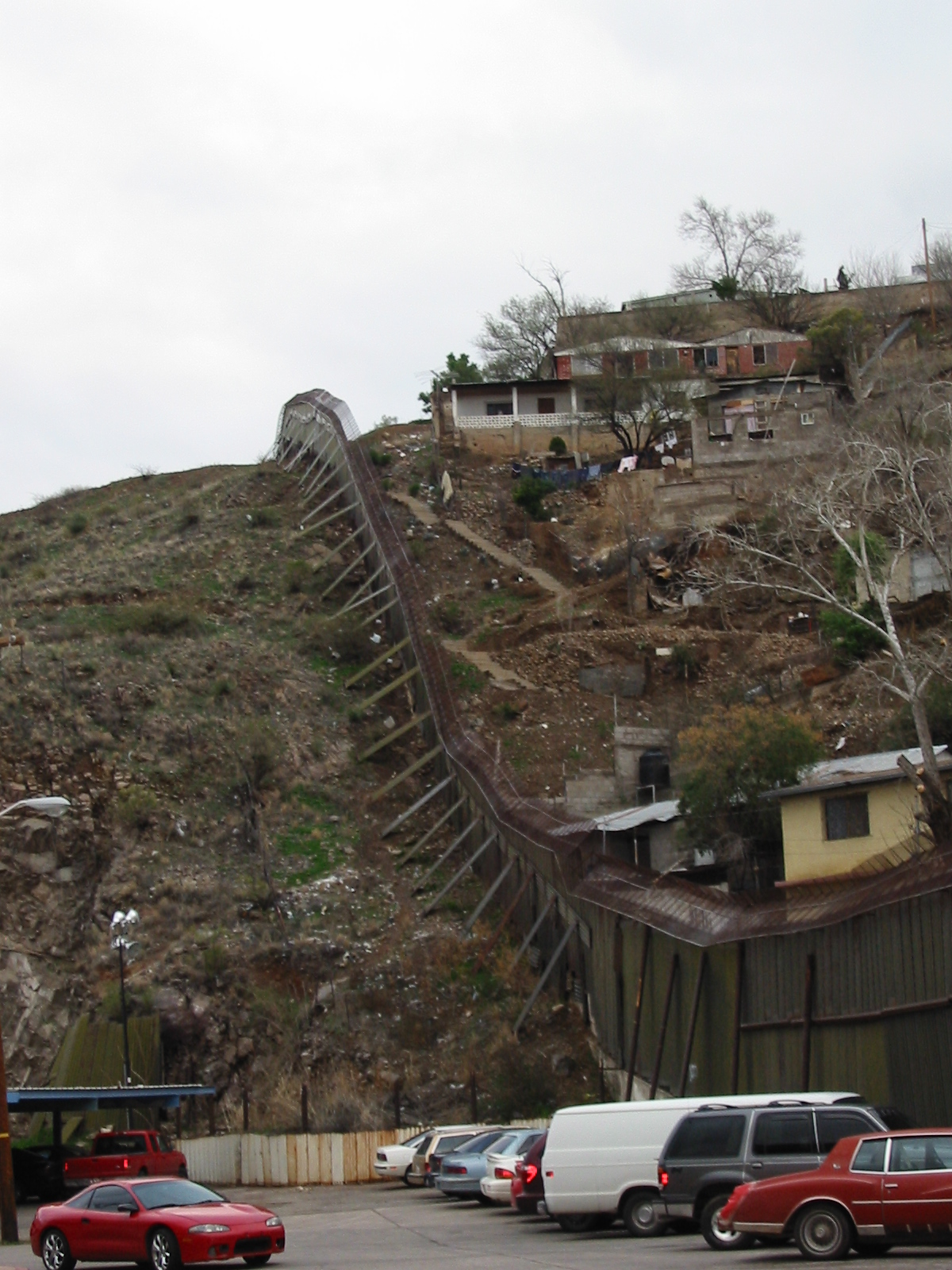
Американсько-мексиканський кордон
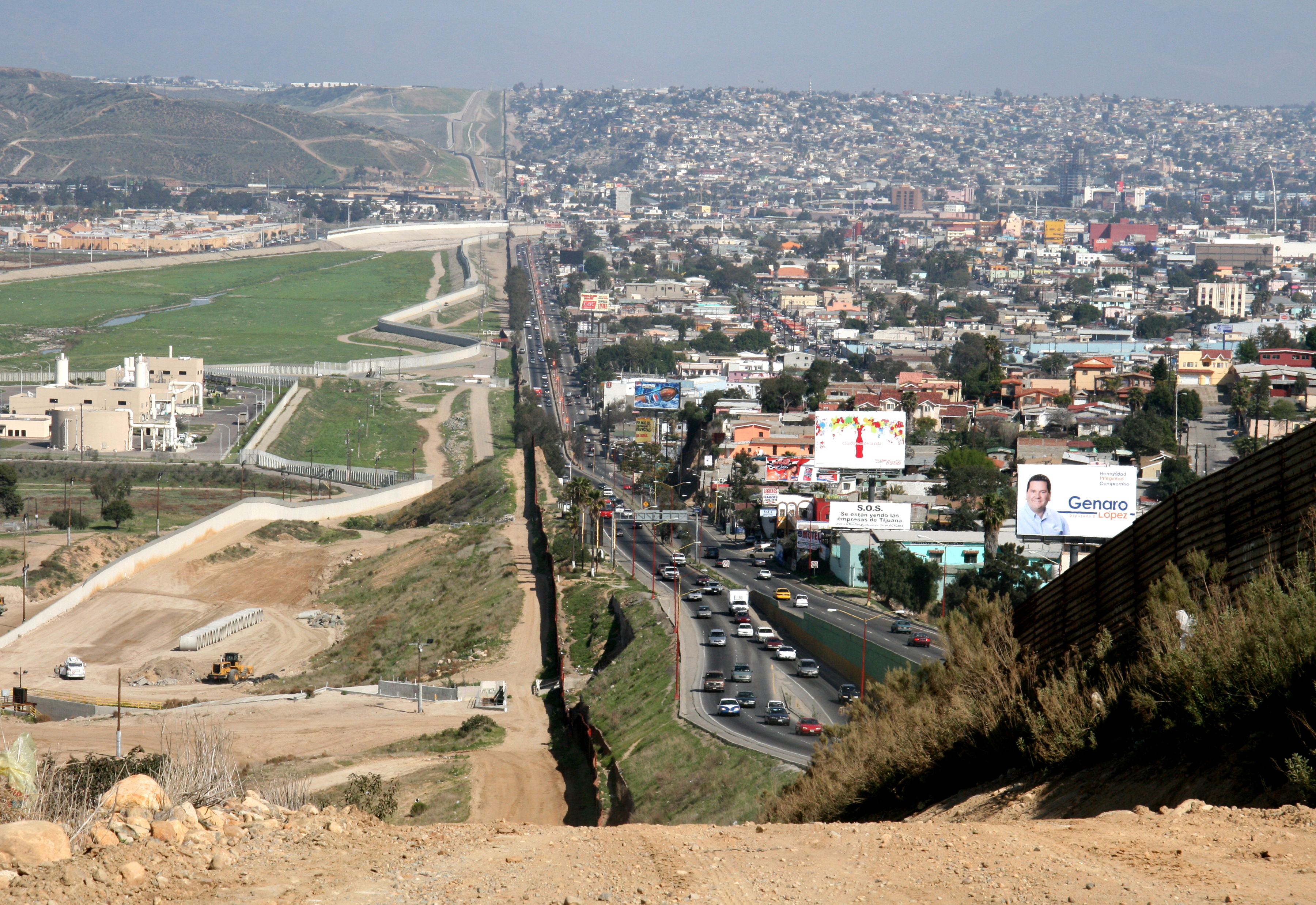
Американсько-мексиканський кордон
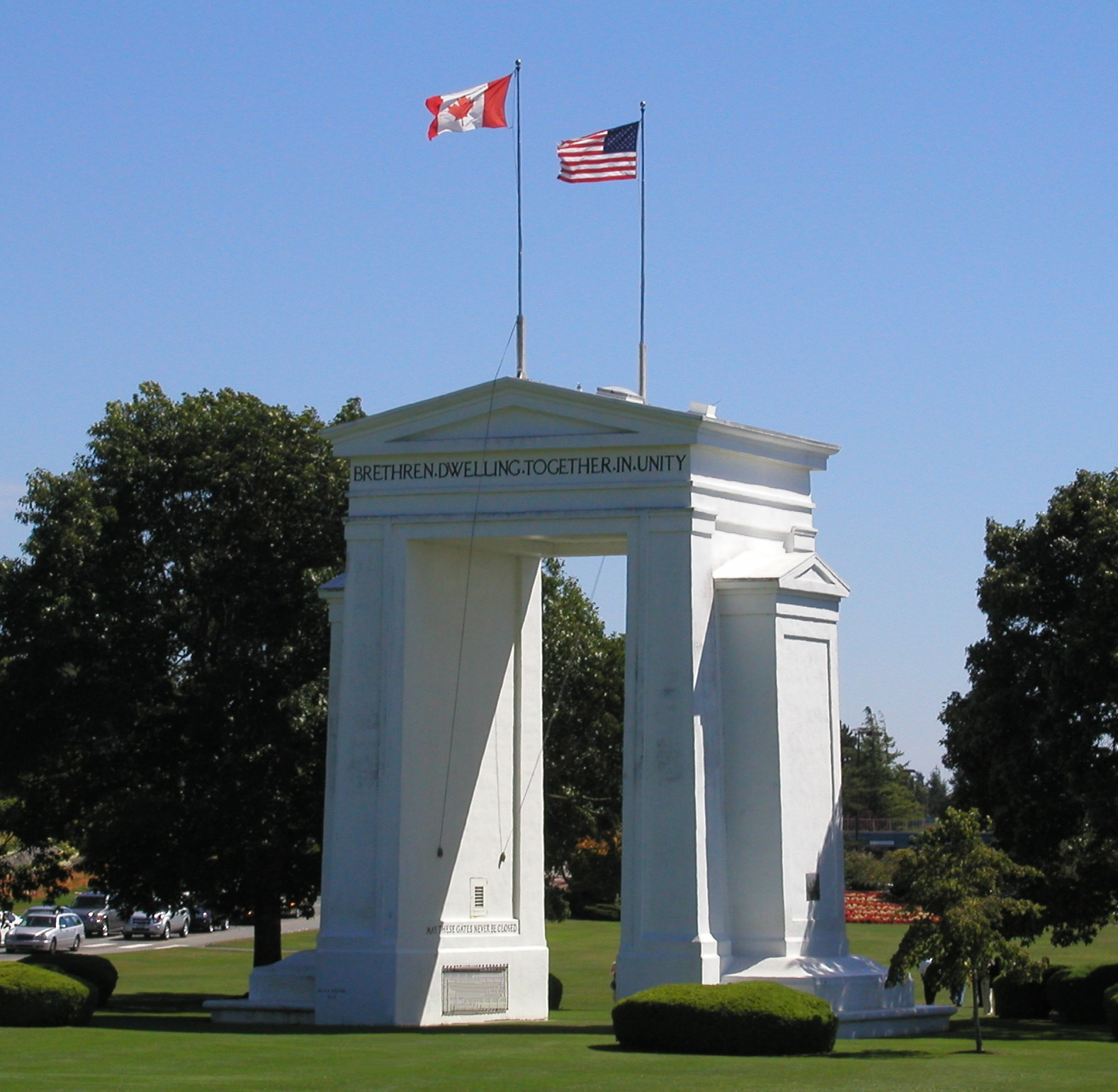
Арка миру на американсько-канадському кордоні
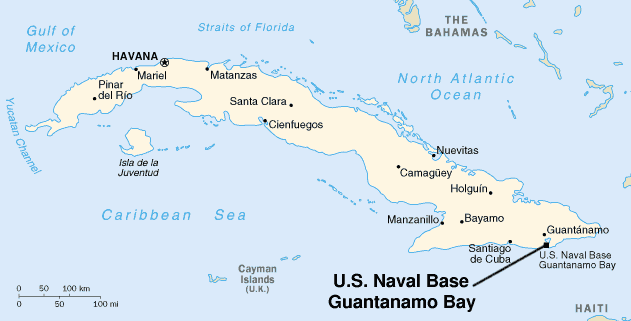
Розташування бази Гуантанамо на острові Куба
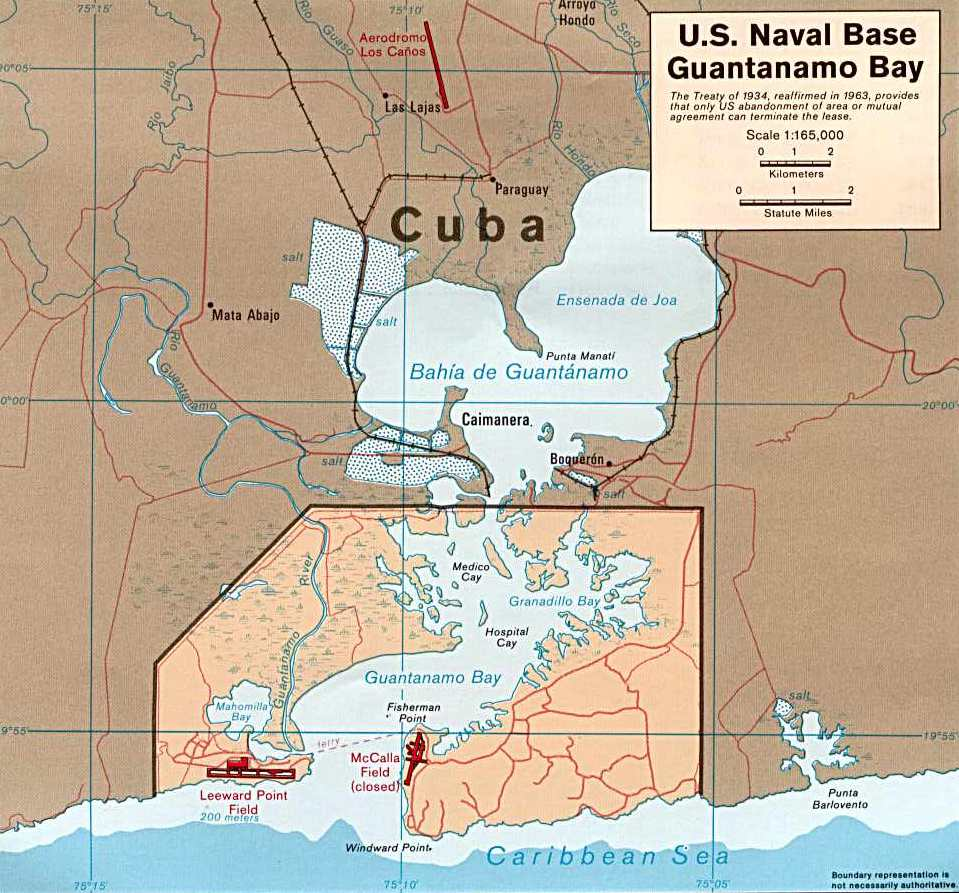
Карта бази Гуантанамо

## Морські кордони
Сполучені Штати Америки омиваються водами Тихого океану на заході, Атлантичного — на сході, Північного Льодовитого — на півночі (штат Аляска). Загальна довжина морського узбережжя 19,9 тис. км. Згідно з Конвенцією Організації Об'єднаних Націй з морського права (UNCLOS) 1982 року, протяжність територіальних вод країни встановлено в 12 морських миль (22,2 км). Прилегла до територіальних вод зона, в якій держава може здійснювати контроль необхідний для запобігання порушень митних, фіскальних, імміграційних або санітарних законів простягається на 24 морські милі (44,4 км) від узбережжя (стаття 33). Виключна економічна зона встановлена на відстань 200 морських миль (370,4 км) від узбережжя. Протяжність континентального шельфу не визначена.

Виключна економічна зона США